# Aleja Tysiąclecia w Lublinie
Aleja Tysiąclecia w Lublinie – wybudowana w latach 70. XX w. arteria komunikacyjna w Lublinie o długości 2,33 km, część lubelskiej Trasy W-Z, wyznaczająca północną granicę dzielnicy administracyjnej Stare Miasto. Na odcinku od ron. Dmowskiego na zachód stanowi fragment obwodnicy śródmiejskiej.

## Przebieg
Aleja rozpoczyna się na skrzyżowaniu z ul. Lubartowską i al. Solidarności, której jest przedłużeniem, kończy się węzłem drogowym z ul. Hutniczą, a następnie przechodzi w al. Wincentego Witosa. W początkowej części stanowi granicę dzielnic Śródmieście i Stare Miasto, następnie przebiega przez dzielnice Kalinowszczyzna i Tatary. Od ul. Lubartowskiej do Mełgiewskiej jest położona w relacji wschód-zachód, następnie, od ul. Mełgiewskiej do Grafa, znajduje się długi, wyprofilowany zakręt z mostem na Bystrzycy i dalej, do ul. Hutniczej, jest w relacji północ-południe.

## Historia
Część trasy od al. Warszawskiej do Zamku powstała w 1972. Kolejne odcinki powstawały: od ronda im. Romana Dmowskiego do ul. Mełgiewskiej wraz z węzłem w latach 1979–1980; część od węzła Mełgiewska do węzła Hutnicza oddano do użytku w 1983. W 1997 roku fragment al. Tysiąclecia od skrzyżowania z al. Warszawską do skrzyżowania z ul. Lubartowską otrzymał nazwę „Aleja Solidarności”.

## Infrastruktura
Trasa jest na całej swojej długości dwujezdniowa i posiada od dwóch do czterech pasów w każdym kierunku. W ciągu ulicy są trzy węzły drogowe z ulicami: Mełgiewską, Grafa i Hutniczą, oraz, w rejonie węzła z Hutniczą, kładka dla pieszych. Na odcinku od węzła Grafa w stronę Zamościa i Chełma trasa ma od zachodniej strony drogę serwisową. Całkowita długość ulicy to 2,33 km. Na długości całej alei Tysiąclecia zwiększona jest dopuszczalna prędkość do 70 km/h.
W 2016 przebudowano fragment alei od skrzyżowania z ul. Lubartowską do ronda przy Zamku. Jeden z pasów został przekształcony na buspas, ponadto wybudowano nowy chodnik o szerokości 4,5 m i drogę rowerową o szerokości 3 m (najszersza w mieście).

## Otoczenie
W okolicy alei znajduje się Zamek Lubelski, a naprzeciwko niego – Dworzec Główny PKS. W rejonie węzła Mełgiewska znajduje się zbór zielonoświątkowy „Oaza”.
21 maja 2015 Rada Miasta podjęła uchwałę w sprawie uchwalenia MPZP dla rejonu położonego na północ od al. Tysiąclecia, od skrzyżowania z ul. Lubartowską do ronda przy Zamku. Na etapie konstruowania planu rozważano m.in. obniżenie al. Tysiąclecia i połączenie płytą dla pieszych terenów oddzielonych aleją, a także usunięcie pasa alei z miejsca czytania tory w zburzonej Wielkiej Synagodze Maharszala.
W 2022 prezydent miasta zaproponował zmianę planu. Jego rzeczniczka uzasadniła to potrzebą „rozwoju komfortowych przestrzeni dla mieszkańców czy wzmocnienia funkcji w zakresie kultury”. Jednocześnie al. Tysiąclecia miałaby trafić do tunelu.